# Palm Trees and Power Lines
Ne doit pas être confondu avec Palm Trees and Power Lines (en) de Sugarcult.
Pour plus de détails, voir Fiche technique et Distribution.
Palm Trees and Power Lines est un film dramatique américain écrit et réalisé par Jamie Dack et sorti en 2022.
Le film sur le passage à la vie active est basé sur le court métrage de Jamie Dack de 2018 du même nom.
Le film met en vedette Gretchen Mol, Jonathan Tucker et Lily McInerny. Il est présenté en première mondiale au Festival du film de Sundance 2022 le 24 janvier 2022, où Jamie Dack remporte les prix des meilleurs réalisation, montage et scénario de la compétition dramatique américaine,.
Toujours en 2022, le film remporte le prix du jury au Festival du cinéma américain de Deauville et le prix du meilleur film au Festival du film de Turin.

## Synopsis
Une jeune fille de dix-sept ans voit sa vie bouleversée quand elle fait la rencontre d'un homme deux fois plus âgé qu'elle.

## Fiche technique
- Titre original : Palm Trees and Power Lines
- Réalisation : Jamie Dack
- Scénario : Jamie Dack, Audrey Findlay
- Photographie : Chananun Chotrungroj
- Montage : Christopher Radcliff
- Musique :
- Direction artistique : Shi Min Yong
- Pays de production : États-Unis
- Langue originale : anglais
- Format : couleur
- Genre : Drame
- Durée : 110 minutes
- Dates de sortie : 
  - États-Unis : 24 janvier 2022 (Festival du film de Sundance)

## Distribution
- Lily McInerny : Lea
- Gretchen Mol : Sandra
- Emily Jackson : Makeup YouTuber
- Quinn Frankel : Amber
- Armani Jackson : Patrick
- Ping Wu : Donut Shop Cashier
- Timothy Taratchila : Jared
- Rhied De Castro : Darren
- Jonathan Tucker : Tom
- Yolanda Corrales : Diner Waitress

## Distinctions
- Festival de Sundance : prix de la meilleure réalisation, prix du meilleur montage, prix du meilleur scénario
- Festival de Deauville 2022 : prix du jury
- Festival du film de Turin : prix du meilleur film